# Dialoog van de Verlosser

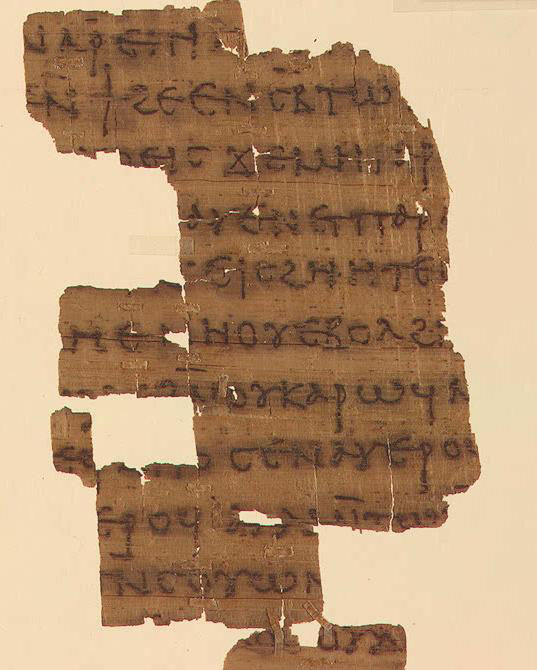
Dialoog met de Verlosser (Koptische tekst Nag Hammadigeschriften).

Dialoog van de Verlosser (ook wel Gesprek met de Verlosser) is een gnostisch geschrift. Een Koptische vertaling maakte deel uit van de vondst van de Nag Hammadigeschriften in 1945. Er moet een oorspronkelijk Griekse tekst zijn geweest, maar daar is nooit iets van gevonden. Op het vakgebied is er overeenstemming dat aan de tekst meerdere bronnen ten grondslag moeten hebben gelegen die kunnen dateren vanaf de tweede helft van de eerste eeuw. De eindredactie van de oorspronkelijke Griekse tekst zou omstreeks het midden van de tweede eeuw hebben plaatsgevonden. Het geven van deze titel aan dit geschrift moet ook pas bij de eindredactie gebeurd zijn.
Er is een discussie op het vakgebied in hoeverre er in de tekst invloeden zijn van het valentinianisme, in de Romeinse oudheid de meest verbreide en invloedrijke stroming binnen de gnostiek. Er is overeenstemming over een zekere valentiniaanse invloed, maar over de omvang daarvan verschillen de meningen. De in een deel van deze tekst verwoorde noties over afwijzing van huwelijk, seksualiteit en voortplanting zijn juist contrair aan valentiniaanse opvattingen hierover.

## Essentie van de inhoud
De tekst is opgebouwd uit gesprekken tussen Jezus en zijn leerlingen Matteüs, Judas Thomas en Maria Magdalena. Die gesprekken worden in de tekst onderbroken door een aantal langere instructies van Jezus over het gnostische scheppingsverhaal en een aantal wijsheidsuitspraken. De dialoog bestaat vooral uit korte vragen van een of soms alle drie de leerlingen, waarop Jezus ook meestal korte antwoorden geeft. Die uitspraken van Jezus hebben parallellen in de uitspraken van Jezus in het Evangelie van Thomas en duiden ook op een van de canonieke evangeliën onafhankelijke evangelietraditie. Deze twee teksten moeten samen met het Boek van Thomas de Strijder ook in hetzelfde milieu zijn ontstaan. 
De tekst opent met de uitspraak van Jezus, De tijd is nu gekomen, broeders, om de last achter ons te laten en in rust te gaan, want wie in de rust staat, zal eeuwig rusten. De auteur van het verhaal plaatst deze uitspraak in de context van de opstijging van de ziel na de dood. Jezus meldt, dat hij gekomen is om leerlingen te onderwijzen over de wijze hoe zij zullen opstijgen naar de hemel om verenigd te worden met God. De weg naar verlossing is echter alleen mogelijk voor diegenen die zichzelf kennen. Zonder die zelfkennis is de opstijging niet mogelijk.
Er wordt aan toegevoegd dat zonder die kennis ook de doop in wezen geen betekenis heeft. Werkelijke verlossing is ook alleen mogelijk na de dood en niet tijdens het leven zelf. Op de wens van Matteüs om de plek te zien waar  geen duisternis meer is, maar alleen het pure licht, zegt Jezus  Broeder  Matteüs, je zult deze plek niet zien, zolang je met het vlees bekleed bent.
In de tekst wordt hierbij het Griekse woord monachos gebruikt, dat een vertaling is van het Syrische woord ihadaja. Dat woord duidde oorspronkelijk iemand aan die niet gehuwd was, maar kreeg later de betekenis van monnik. De tekst maakt duidelijk dat ongehuwden de verkozenen zijn, die zullen opstijgen. Deze notie van encratisme en verwerping van het huwelijk, seksualiteit en voortplanting wordt ook duidelijk in de  antwoorden op een vraag van Judas Hoe moeten wij bidden?. Jezus antwoordt,  Bid waar geen vrouw is. Matteüs legt dit dan uit als Vernietig de werken van het vrouwelijke, niet omdat er een andere manier van voortbrengen is, maar omdat zij zullen ophouden met voortbrengen. De tekst besluit met een oproep aan de leerlingen zich te ontdoen van toorn en jaloezie en zichzelf te ontkleden van het vlees.